# Hipomanie
Hipomania (literalmente, sub-manie) este o formă a maniei, diminuată însă ca intensitate, caracterizată printr-o stare persistentă de euforie sau iritare, precum și gânduri și comportamente corelate cu asemenea stări de spirit.
John Gartner, autorul cărții "The Hypomaniac edge" consideră că comportamentele constructive asociate cu hipomania pot contribui la ceea ce se numește astăzi "tulburare bipolară".